# 桃園大溪笠復威斯汀渡假酒店
桃園大溪笠復威斯汀渡假酒店（英語：The Westin Tashee Resort, Taoyuan）位於桃園市大溪區，前身為大溪鴻禧度假酒店，笠復集團接手改裝後，委由萬豪國際以威斯汀酒店品牌直營，2016年5月13日正式開幕，成為全台首家國際級渡假酒店。酒店鄰近大溪高爾夫球場，共有205間客房。

## 外部連結
- 桃園大溪笠復威斯汀渡假酒店 （页面存档备份，存于）